# ستمگر (فیلم ۱۹۸۵)
ستمگر (به هندی: Sitamgar) فیلمی محصول سال ۱۹۸۵ و به کارگردانی راج ان. سیپی است. در این فیلم بازیگرانی همچون درمندرا، ریشی کاپور، پروین بابی، پونام دیلون ایفای نقش کرده‌اند.